# اچ‌ام‌اس امرلد (دی۶۶)
اچ‌ام‌اس امرلد (دی۶۶) (به انگلیسی: HMS Emerald (D66)) یک کشتی بود که طول آن ۵۷۰ فوت (۱۷۰ متر) بود. این کشتی در سال ۱۹۲۰ ساخته شد.